# 몰도바 수페르리가
몰도바 수페르리가(루마니아어: Superliga Moldovei)는 몰도바의 최상위 축구 리그이다. 10개 팀이 참가하여 각 팀당 네 번씩 총 36라운드의 경기를 치른다. 시즌이 끝나면, 두 팀이 몰도바 리가 1으로 강등되고, 리가 1의 두 팀이 수페르리가로 승격한다. 다만, 승격 대상 팀이 수페르리가 승격 허가를 받지 못하거나, 승격을 거부하는 경우는 예외이다.
1992년 몰도바가 소련에서 독립한 이후 리그가 출범하였다. 1992년에는 수페르리가로 출범하였고, 봄-여름 시즌제를 채택하였다. 첫 시즌이 끝난 이후, 리그는 리가 나치오날러로 개편되었고, 가을-봄 시즌제로 바뀌었다. 1996년에 현재의 이름인 디비지아 나치오날러로 개명하였다.
- 수페르리가 (1992) → 리가 나치오날러(1992-96) → 디비지아 나치오날러 (1996-2022) → 수페르리가(2002-)

리그 우승 팀은 UEFA 챔피언스리그 1차예선 진출권을 획득하고, 리그 2~3위와 몰도바 컵 우승 팀은 UEFA 유로파리그 1차예선 진출권을 획득한다. 몰도바 컵 우승 팀이 리그 1~3위인 경우, UEFA 유로파리그 진출권은 리그 4위에게 넘어간다.
2019 시즌의 우승 팀은 FC 셰리프 티라스폴이다.

## 2020-21시즌 참가팀
- FC 코드루 로조바
- FC 다키아 부이우카니
- FC 디나모-아우토 티라스폴
- FC 플로레슈티
- FC 밀사미 오르헤이
- FC 페트로쿠브 흔체슈티
- FC 스픈툴 게오르게
- FC 셰리프 티라스폴
- FC 스페란차 니슈포레니
- FC 짐브루 키시너우

## 우승 기록
| 클럽                      | 횟수 | 우승 년도 |
| ------------------------- | ---- | --- |
| FC 셰리프 티라스폴        | 20   | 2000-01, 2001-02, 2002-03, 2003-04, 2004-05, 2005-06, 2006-07, 2007-08, 2008-09, 2009-10, 2011-12, 2012-13, 2013-14, 2015-16, 2016-17, 2017, 2018, 2019, 2020-21, 2021-22 |
| FC 짐브루 키시너우        | 8    | 1992, 93, 94, 95, 96, 98, 99, 2000 |
| FC 티라스폴 (해체)        | 1    | 1997† |
| FC 다키아 키시너우 (해체) | 1    | 2010-11 |
| FC 밀사미 오르헤이        | 1    | 2014-15 |

†:컨스트럭토룰 키시너우 시절.